# ميشيل غوميز
ميشيل غوميز (بالبرتغالية: Michel Gomes‏) هو ممثل برازيلي، ولد في 4 فبراير 1989 في البرازيل.

## أعمال

### أفلام
- (2002) مدينة الرب[2]

## وصلات خارجية
- ميشيل غوميز على موقع IMDb (الإنجليزية)
- ميشيل غوميز على موقع ألو سيني (الفرنسية)
- ميشيل غوميز على موقع ألو سيني (الفرنسية)
- ميشيل غوميز على موقع أول موفي (الإنجليزية)
- ميشيل غوميز على موقع قاعدة بيانات الأفلام السويدية (السويدية)
- ميشيل غوميز على موقع قاعدة بيانات الفيلم (الإنجليزية)
- ميشيل غوميز على موقع كينوبويسك (الروسية)